# Johann Georg Ludwig Brakebusch
Johann Georg Ludwig Brakebusch, auch Brackebusch (* 12. Januar 1768 in Bockenem; †  1835 in Groß Solschen) war ein deutscher lutherischer Theologe und Schriftsteller der Aufklärung.

## Leben
Brakebusch, Sohn eines früh verstorbenen Kaufmanns, erhielt seine erste Ausbildung bei Superintendent Schumacher in Bockenem und auf dem Lyzeum in Wernigerode. Das Studium der Theologie absolvierte er ab 1788 an der Universität Leipzig, wo er nebenbei erste schriftstellerische Arbeiten (Romane und Belletristik) in verschiedenen Zeitschriften veröffentlichte. 1791 wurde er zunächst Hofmeister bei der Familie von Hammerstein in Equord. 1801 wurde er Pastor in Klein Mahner. 1810 wurde er Pastor in Mehrum und Equord, 1812 zugleich Spezialsuperintendent der Inspektion Peine, 1813 Konsistorialassistent. Ab 1827 war er Pastor, später auch Superintendent in Groß Solschen.
1824 wurde Brakebusch mit der Ehrendoktorwürde der theologischen Fakultät der Universität Göttingen ausgezeichnet.

## Werke
- Für Geist und Herz gebildeter Menschen (Hannover 1791)
- Tagebuch eines Menschenbeobachters (Hannover 1792)
- Karl Trautmann. geschichte seines Lebens und seiner Geistesentwicklung bis ins männliche Alter (Hannover 1792)
- Vorschläge zur Sicherung der izt bestehenden Landesverfassungen teutscher Reichsländer gegen innerliche Unruhen (Braunschweig 1797)
- Elisa, Kein Weib wie es seyn sollte: Ein höchstnöthiges Wort zur richtigen Schätzung der Schrift Elisa, oder das Weib, wie es seyn sollte (Hildesheim 1800)
- Der Landpfarrer, aus dem Gesichtspunkte einer menschenfreundlichen Politik betrachtet (Hildesheim 1808)
- Die Landschule, aus dem Gesichtspunkte der Kirche und der bürgerlichen gesellschaft mit Beziehung auf die Morgenröthe von Heinrich Hauer (Hildesheim 1816)
- Sendschreiben an evangelische Christen, welche an ihrer Kirche irre geworden sein (unter dem Pseudonym Christianus Augustanus, Hannover 1823).